# 島田忠臣
島田 忠臣（しまだ の ただおみ）は、平安時代前期の貴族・詩人。伊賀守・島田清田の孫。官位は正五位下・伊勢介。号は田達音（でんたつおん）。
菅原道真の師として知られ、娘宣来子はその正室となった。また、この時代を代表する漢詩人でもある。

## 出自
父母は不明だが、祖父の島田清田は、尾張国の地方豪族から、大学寮を出て学者・官僚として活躍、朝臣の姓を与えられ、従五位上・伊賀守に昇り、『日本後紀』の編纂者の1人に加えられた立志伝中の人物であった。

## 経歴
文章博士・菅原是善に師事し、嘉祥2年（849年）頃に省試に及第して文章生となる。是善はその漢詩を高く評価して、その才を愛した。その後、忠臣は是善の願いによって嫡男・菅原道真の教育にあたるようになる。『菅家文草』に道真が11歳の時に忠臣に漢詩を習い、初めて漢詩を作ったと記されている。
やがて、従七位下・越前権少掾に叙任される。天安3年（859年）折りしも越前国の海岸に渤海使が漂着するが、属文に優れていたことを理由に忠臣はその接客使となり副使・周元伯と漢詩の唱和を命ぜられる。なお、接客使としてあまりに卑官であったことから、緊急で仮に加賀権掾に任ぜられている。
翌貞観2年（860年）頃より藤原基経の近習となる。基経と忠臣との関係は主従関係に留まらず、二人の間に取り交わされた漢詩で相手の詩に対する次韻が行なわれていることや、忠臣の弟の死に対して基経が秋の露にあった草の如くうち萎れて傷心していることなどから、個人的にも親密な間柄であったことが窺われる。また、忠臣の大伯母が藤原冬嗣の室となって藤原良仁を儲けたり、藤原良相の開府に招かれて漢詩を賦したり、その直廬で史記を講じたりするなど、藤原北家との繋がりが見られる。
少外記を経て、貞観11年（869年）従五位下・因幡権介に叙任される。その後も貞観15年（873年）頃には大宰少弐に任ぜられるなど、清和朝後半から陽成朝初頭にかけて地方官を務めた。元慶2年（878年）帰京し、新羅国の虜船が日本へ向かおうとしているとの橿日宮の託宣を上奏している。
元慶3年（879年）従五位上に昇叙され、散位を経て元慶5年（881年）兵部少輔に任ぜられる。元慶7年（883年）春に美濃介として再度地方官に転じる。既にこの頃、忠臣は健康に優れない状態にあったが任地に赴き、右大臣・源多から馬を与えられている。同年4月に渤海からの使者が来日したが、式部少輔として応対にあたっていた道真の推挙で、急遽平安京に呼び戻されて玄蕃頭として応対にあたっている。渤海使一行は5月まで約1ヶ月滞在したが、その間に忠臣らは渤海大使・裴頲と漢詩の唱和を試みている。
仁和3年春に任期を終えて帰京し、仁和5年（889年）典薬頭に任ぜられた。その後も公式の場で詩賦を続けるが、寛平4年（892年）七夕宴で詩を賦したのを最後に公式の場に出席することはなくなり、同年8月頃に没したと見られる。享年65。最終官位は正五位下典薬頭兼伊勢介。
京都市上京区鎮座の北野天満宮末社老松社に主祭神として祀られている。

## 交友関係
門人であり、後に娘婿となる菅原道真との交際は生涯に渉って続き、どちらかが地方にある際にも手紙による遣り取りがしばしば行われた。その中には詩などだけではなく、「阿衡事件」などの政治問題に関する遣り取りなども遺されている。また、政界の実力者・藤原基経も忠臣の漢詩をこよなく愛し、元慶5年（881年）に藤原敏行に命じて忠臣の漢詩500首の屏風を作らせ、自宅に飾ったと言われている。忠臣が病死すると、道真は「今後再びあのように詩人の実を備えた人物は現れまい」と嘆き悲しみ、道真との縁で忠臣との交際を持った紀長谷雄も「当代の詩匠」と評してその死を惜しんだという。

## 漢詩作品
忠臣の詩は始め『田達音集』10巻に収められ、他にも『百官唐名鈔』などの著作があったがほとんどが散逸し、後に弟の良臣らの詩と併せて『田氏全集』全3巻に纏められた。中国六朝時代の詩人や唐代の白居易の影響を受けた平明で素直な述懐詩が多く、それらは今日でも高く評価されている。

## 官歴
注記のないものは『日本三代実録』による。
- 嘉祥2年（849年）頃：文章生[17]
- 時期不詳：従七位下。越前権少掾
- 天安3年（859年） 3月13日：仮加賀権掾（渤海使応接）
- 貞観8年（866年） 2月13日：少外記[18]
- 貞観11年（869年） 1月7日：従五位下、少外記如元。2月16日：因幡権介
- 貞観15年（873年）頃：大宰少弐[6]
- 元慶2年（878年） 12月11日：見大宰少弐。この年大宰少弐任期満了
- 元慶3年（879年） 11月25日：従五位上
- 元慶5年（881年） 日付不詳：兵部少輔[19]
- 元慶7年（883年） 春：美濃介[12]。4月21日：仮兼玄蕃頭（渤海使応接）
- 仁和5年（889年） 2月：典薬頭[20]
- 時期不詳：正五位下
- 寛平3年（891年）頃：伊勢介[21]
- 寛平4年（892年） 8月頃：卒去（正五位下典薬頭兼伊勢介）

## 系譜
- 父：不詳
- 母：不詳
- 生母不明の子女
  - 男子：島田仲平[22]（852?-?）
  - 男子：島田仲方（853?-?）
  - 長女：島田宣来子（850-?） - 菅原道真室